# سامسونج جلاكسي زي فليب
سامسونج جلاكسي زي فليب هو هاتف ذكي قابل للطي قائم على نظام أندرويد تم تطويره بواسطة إلكترونيات سامسونج. تم الكشف عنه إلى جانب سامسونج جالاكسي أس20 في 11 فبراير 2019، وسيتم إصداره في 14 فبراير 2020. بخلاف سامسونج جالكسي فولد، فإن الجهاز يطوي رأسياً ويستخدم طلاء زجاجي هجين يحمل علامة "Infinity Flex Display". أزاحت شركة سامسونج الكورية الجنوبية الثلاثاء 11 فبراير 2020 الستار عن جهازها القابل لطي الجديد زي فليب خلال حدث Unpacked 2020 الذي أقامته الشركة الكورية الجنوبية في سان فرانسيسكو الأمريكية، وأعلنت خلاله أيضا عن سلسلة هواتف جالاكسي أس20 الجديدة. يأتي هاتف سامسونج الجديد جالاكسي زد فليب بتصميم من الزجاج وإطار من المعدن، تشغل فيه الشاشة كل الجهة الأمامية تقريبا، مع حواف صغيرة باللون الأسود حول الشاشة ووجود الكاميرا الأمامية مدمجة في ثقب أعلى منتصف الشاشة نفسها. يحتوي الجهاز على مجموعة من المميزات المتطورة الغير موجودة في الأجهزة القابلة لطي الأخرى مثل شاشة العرض المبتكرة من طراز Cinematic Display بقياس 6.7 بوصة بأبعاد 21.9:9 بدقة +FHD أو 2636×1080 بكسل بكثافة 425 بكسل/بوصة والمصنوعة من الألياف الزجاجية المرنة. أوضحت سامسونج خلال المؤتمر أن الخامات والمواد التي استخدمت في صناعة شاشة الجهاز تم اختبار جودتها ومرونتها بواسطة طي الجهاز لأكثر من 200 ألف طية متتابعة، دون تعرضها لأي خدوش أو انبعاجات أو كسر. استخدمت سامسونج ألياف نايلون جديدة مصممة للوقاية من الغبار. يتوفرالجهاز بثلاثة ألوان متنوعة تشمل البنفسجي والأسود والذهبي، وذلك بأبعاد 37.6×87.4×17.3 ملم عندما يكون مطويا، وبأبعاد 73.6×167.3×7.2 ملم عندما يكون مبسوطا أو غير مطوي، كما يبلغ وزنه 183 جرام.
سيحتوي هاتف سامسونج جالكسي زد فليب القابل للطي على شاشة عرض (وهي شاشة Super AMOLED قياسها 1.1 بوصة بدقة 300×112 بكسل بكثافة 303 بكسل/بوصة. ) مثتبة على الجانب الخارجي من الجهاز في حالة الطي؛ حيث سيتمكن حاملو الهاتف من الرد على المكالمات الهاتفية من خلالها ومشاهدة جميع الإشعارات الواردة من وسائل التواصل الاجتماعي، بالإضافة إلى التقاط صور السيلفي دون الحاجة إلى فتح الجهاز بشكل جزئي أو كامل . يوجد مستشعر تقليدي لبصمات الأصابع مدمجا في زر الطاقة على جانب الهاتف، وعدم وجود منفذ تقليدي للسماعات بمقاس 3.5 ملم والاكتفاد بمنفذ تايب سي وحيد للشحن وتوصيل السماعات، بالإضافة لعدم دعم ميزة مقاومة الماء. أوضحت شركة سامسونج أن أجهزة سامسونج جالاكسي زد فليب ستتوفر بشكل رسمي بالأسواق في الـ14 من فبراير 2020 بسعر 1380 دولارا.

## الكاميرا
ياتي الجهاز بكاميرتين خلفيتين، الرئيسية بدقة 12 ميجابكسل بفتحة عدسة F/1.8، مع دعم ميزة التركيز التلقائي والتثبيت البصري OIS وتسجيل فيديو HDR10+ والتكبير الرقمي حتى 8x، بالإضافة إلى كاميرا Ultrawide بزواية عريضة 123˚ بدقة 12 ميجابكسل أيضا، كما زودت سامسونج هاتفها الذكي الجديد جالاكسي Z Flip بكاميرا سيلفي أمامية بدقة 10 ميجابكسل بفتحة عدسة  F2.4.

## المعالج
يحمل الجهاز معالج كوالكوم الرائد سنابدراغون 855 بلس، مع ذاكرة وصول عشوائي RAM بسعة 8 جيجابايت ومساحة تخزينية 256 جيجابايت، مع عدم وجود منفذ لبطاقات الذاكرة الخارجية.

## البطارية
ياتي ببطارية قدرتها 3300 ميللي أمبير/ساعة مع دعم الشحن بقدرة 15 وات ودعم الشحن اللاسلكي، بالإضافة لدعم ميزة  Wireless PowerShare للشحن اللاسلكي العكسي للأجهزة الأخرى.

## الشبكات
يدعم سامسونج جالاكسي زد فليب شبكات الجيل الرابع LTE فقط (لا يدعم 5G)، مع دعم بلوتوث 5.0 وتقنية واي فاي وNFC (إمكانية الدفع مباشرة من خلال الهاتف عبر ميزة Samsung Pay، مع إمكانية تشغيل بطاقتين SIM -خطين – (nanoSIM في بعض الأسواق وeSIM مدمجة في الهاتف نفسه في أسواق أخرى).

## النظام
يعمل الجهاز بنظام التشغيل أندرويد 10 مع واجهة سامسونج One UI 2. تعاونت سامسونج مع جوجل لتوفير أفضل تجربة ممكنة للمستخدمين في ظل وجود شاشة قابلة للطي، وذلك من خلال مجموعة من المميزات أبرزها ميزة Flex mode، والتي يمكنها تحويل الشاشة إلى شاشتين قياس كل منهما 4 بوصة عندما يكون الهاتف مطوي مثل لابتوب. عندما يكون الجهاز مطويا، يمكن للمستخدم من خلال الشاشة الصغيرة Cover Display الإطلاع على التنبيهات والمكالمات الواردة والرد عليها، مع إمكانية التحقق من التاريخ والوقت وحالة البطارية.